# Pandanus malgrasii
Pandanus malgrasii är en enhjärtbladig växtart som beskrevs av Huynh. Pandanus malgrasii ingår i släktet Pandanus och familjen Pandanaceae.
Artens utbredningsområde är Mali. Inga underarter finns listade.